# Vaz/Obervaz
Vaz/Obervaz é uma comuna da Suíça, no Cantão Grisões, com cerca de 2.626 habitantes. Estende-se por uma área de 42,51 km², de densidade populacional de 62 hab/km². Confina com as seguintes comunas: Almens, Alvaschein, Arosa, Churwalden, Lantsch/Lenz, Mutten, Parpan, Scharans, Sils im Domleschg, Stierva, Tschiertschen.
A língua oficial nesta comuna é o Alemão.